# Forster (motorfiets)
Forster is een Zwitsers historisch merk van motorfietsen.
De bedrijfsnaam was: Gebrüder Forster, Motorradfabrik, Hinwil-Zürich
De gebroeders Forster begonnen in 1921 met de productie van motorfietsen. Het eerste model had een door Ingenieur Karl Kirschbaum ontwikkelde 140cc-tweetaktmotor met een voetgeschakelde tweeversnellingsbak. Dit model was voor verbetering vatbaar, maar latere modellen met 198- en 246cc-tweetaktmotoren waren veel beter afgewerkt. De productie eindigde in 1932.